# Eduardo Iturralde González
Eduardo Iturralde González (født 20. februar 1967) er en spansk fodbolddommer fra Llodio. Han har dømt internationalt under det internationale fodboldforbund FIFA siden 1998, hvor han er indrangeret som kategori 1-dommer, der er det tredjehøjeste niveau for internationale dommere. Han har tidligere været en del af Premier Category Referee-gruppen.